# Charpentieria grohmanniana
Charpentieria grohmanniana (Rossmässler, 1836) è un mollusco gasteropode della famiglia Clausiliidae, endemico della Sicilia.

## Descrizione

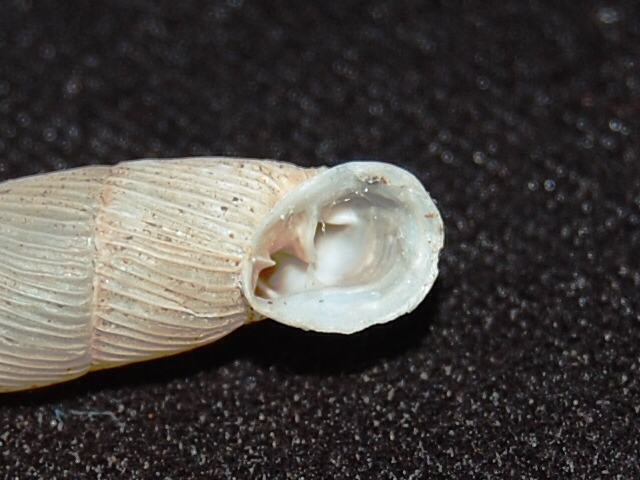

Possiede una conchiglia di forma grossolanamente conica, dall'angolo spirale molto stretto, talora con apice decollato, lunga 15–25 mm e larga 4–6 mm, di colore dal bianco al beige. Presenta coste assiali parallele, interrotte dalle suture delle spire.

## Distribuzione e habitat
La specie è endemica della Sicilia nord-occidentale, nei pressi di Palermo.